# Dimolo
Dimolo est une commune rurale située dans le département de Loropéni de la province du Poni dans la région Sud-Ouest au Burkina Faso.

## Géographie
Situé au nord du département, Dimolo se trouve à environ 30 km au nord-est du centre de Loropéni, le chef-lieu, et à 25 km à l'ouest de Bouroum-Bouroum et de route nationale 12.

## Histoire
Le village est fondé à la fin du XIXe siècle par des familles de l'ethnie Lobi venues de Nako, qui constitue toujours en 2015 près de 55 % de la population de Dimolo (avec les Dagara 17 %, les Peuls 14 %, les Mossi 10 % et Birifor 2 %).

## Économie
L'économie du village est principalement basée sur la culture du karité et la récolte de ses amandes.

## Santé et éducation
Dimolo accueille un centre de santé et de promotion sociale (CSPS) tandis que le centre médical se trouve à Kampti et que le centre hospitalier régional (CHR) de la province se trouve à Gaoua.

## Culture
Dimolo est reconnu sur le plan national et même international[réf. nécessaire] par ses multiples participation à la « Semaine nationale de la culture » (SNC) organisée à Bobo-Dioulasso avec sa troupe de danse « Djôrô de Dimolo »[réf. nécessaire].